# Marwodol-Gletscher
Der Marwodol-Gletscher (bulgarisch ледник Мърводол lednik Marwodol) ist ein 9,3 km langer und 3,7 km breiter Gletscher an der Fallières-Küste des Grahamlands im Norden der Antarktischen Halbinsel. Er liegt südlich des Kaschin-Gletschers, nördlich des Forbes-Gletschers sowie ostsüdöstlich des Bucher-Gletschers und fließt in südlicher Richtung zwischen dem Shapkarev Buttress und den Rudozem Heights, wendet sich dann an den Stanhope Towers nach Westen und mündet in den Dogs-Leg-Fjord.
Britische Wissenschaftler kartierten ihn 1978. Die bulgarische Kommission für Antarktische Geographische Namen benannte ihn 2016 nach der Ortschaft Marwodol im Westen Bulgariens.